# Lịch sử chiến tranh Việt – Chiêm
Chiến tranh Việt – Chiêm là một loạt những cuộc chiến tranh giữa Đại Việt, chính quyền Đàng Trong của người Việt ở phía Bắc và vương quốc Chiêm Thành (Chăm Pa) của người Chăm ở phía Nam. Các cuộc chiến lớn nhất tập trung trong thời gian từ thế kỷ 11 đến thế kỷ 17.
Từ thế kỷ 10, sau khi giành lại độc lập từ Trung Quốc sau hơn một nghìn năm Bắc thuộc, xây dựng một quốc gia có chủ quyền, Đại Việt bắt đầu có các cuộc chiến tranh trong lịch sử với các quốc gia lân bang như Trung Quốc – Chiêm Thành – Chân Lạp,...trong việc tranh chấp về quyền lợi và lợi ích của dân tộc cũng như các chính quyền cầm quyền. Chiêm Thành là láng giềng phía Nam cũng không nằm ngoài, kết quả là sự thất bại từng bước trước Đại Việt và kết thúc sự tồn tại của mình vào cuối thế kỷ 17, toàn bộ lãnh thổ và dân cư sáp nhập hoàn toàn vào Đại Việt,

## Thời Tiền Lý
Nước Vạn Xuân của Lý Nam Đế từng đụng độ với nước Lâm Ấp dưới thời trị vì của vua Rudravarman I vào năm 543. Tướng quân Phạm Tu đã dẫn quân đánh bại quân Lâm Ấp.

## Thời Tiền Lê
Nước Đại Cồ Việt dưới thời Lê Đại Hành đã chiến tranh với nước Chiêm Thành của vua Phê Mị Thuế (Paramesvaravarman I). Kết quả là Chiêm Thành thua trận và vua Chiêm bị bắt giết.

## Thời Lý

### Năm 1011
Với lý do quân Chăm quấy rối vùng biên giới, Lý Thái Tổ lệnh quân nhà Lý tấn công trại Bố Chính.

### Năm 1044
Chiến tranh Việt – Chiêm 1044 là cuộc chiến do nhà Lý phát động tấn công vào Chiêm Thành với lý do người Chăm bỏ cống suốt 16 năm cho nhà Lý.

### Năm 1069
Chiến tranh Việt – Chiêm 1069 là cuộc chiến do vua Lý Thánh Tông của Đại Việt phát động nhằm đánh vương quốc Chiêm Thành ở phương Nam với lý do người Chăm từ chối thần phục nhà Lý, bỏ cống 4 năm và chuẩn bị quân đội có ý chống Đại Việt.

### Các xung đột khác
Năm 1074, quân Chiêm quấy rối biên giới. Năm 1075, Lý Thường Kiệt tổng lĩnh các quân đi đánh Chiêm Thành, không thắng được.
Năm 1094, mùa xuân, Tháng Giêng, sai Hàn Lâm học sĩ Mạc Hiển Tích sang sứ Chiêm Thành đòi lễ tuế cống.
Năm 1104, vua Chiêm Thành là Chế Ma Na nhân thế đem quân vào cướp, lấy lại châu Bố Chính, Địa Lý và Ma Linh mà Chế Củ đã dâng. Mùa xuân, Tháng 2, triều đình sai Lý Thường Kiệt đi đánh, phá được, Chế Ma Na lại dâng nộp đất ấy.

## Thời Trần
Năm 1311, vua Trần Anh Tông sai quân đánh Chiêm Thành.
Năm 1314, Chế Năng dẫn quân Chiêm Thành chiếm châu Ô, châu Rí.
Năm 1318, quân nhà Trần do Trần Quốc Chẩn chỉ huy tấn công Chiêm Thành, đánh vào kinh đô, Chế Năng bỏ chạy sang Java.
Chiến tranh Việt – Chiêm 1367-1396 là cuộc chiến giữa nước Đại Việt thời hậu kỳ nhà Trần và nước Chiêm Thành phía Nam. Chiến tranh bùng nổ ác liệt nhất trong hơn 20 năm dưới thời vua Chế Bồng Nga của Chiêm Thành (1367 – 1390). Trong cuộc chiến tranh này, phe Đại Việt có vua Trần Duệ Tông tử trận vào năm 1377, trong khi Chế Bồng Nga tử trận vào năm 1390.

## Thời Hồ
Chiến tranh Việt – Chiêm 1400-1407 là cuộc chiến giữa nhà Hồ nước Đại Ngu và nước Chiêm Thành phía Nam. Ban đầu nhà Hồ chiếm được đất đai rộng tương đương với nam Quảng Nam và bắc Quảng Ngãi ngày nay; nhưng sau đó, do cuộc xâm lăng của nhà Minh, nhà Hồ sụp đổ và Chiêm Thành đã lấy lại những đất đai từng bị nhà Hồ chiếm.

## Thời Hậu Lê

### Năm 1471
Chiến tranh Việt-Chiêm 1471 là cuộc chiến do vua Lê Thánh Tông của Đại Việt phát động nhằm đánh vương quốc Chiêm Thành ở phương Nam. Quân Đại Việt thắng lớn.